# Podochlus simplex
Podochlus simplex är en tvåvingeart som först beskrevs av Edwards 1931.  Podochlus simplex ingår i släktet Podochlus och familjen fjädermyggor. Inga underarter finns listade i Catalogue of Life.